# Arno van Wyk

a Compétitions nationales et continentales officielles uniquement.

Dernière mise à jour le 12 octobre 2021.
Arno van Wyk, né le 19 mai 1994 à Parow, dans la métropole du Cap (Afrique du Sud), est un joueur de rugby à XV sud-africain évoluant au poste de talonneur. 

## Biographie
Natif de la banlieue du Cap, Arno van Wyk fait ses études à Pretoria. Il participe alors à la Varsity Cup, le championnat universitaire sud-africain de rugby avec les UP Tuks, l'équipe de l'Université de Pretoria. Parallèlement, il rejoint les Blue Bulls, basés à Pretoria, club avec lequel il fait ses débuts en Vodacom Cup lors de la saison 2013-2014. 
En mars 2016, il est recruté par le MHR avec un contrat espoir, afin de pallier, dans un premier temps, à la longue blessure du talonneur Charles Géli puis de compléter l'effectif professionnel dans un second temps. Le 7 mai 2016, il effectue ses grands débuts en Top 14 à La Rochelle contre le stade rochelais en remplaçant Mickaël Ivaldi en seconde mi-temps.